# Aghstev
L'Aghstev (en arménien : Աղստև, en azéri : Ağstafaçay) est un cours d'eau d'Arménie, qui coule au nord-est, dans la région de Tavush, avant d'entrer en Azerbaïdjan pour se jeter dans la Koura. Le Getik est un de ses affluents.